# Royal Ulster Constabulary
Royal Ulster Constabulary (RUC) – Królewska Policja Ulsteru.
Od 1 czerwca 1922 do 2001 policja w Irlandii Północnej, która wsławiła się walkami i potężnymi stratami własnymi w czasie konfliktu w Irlandii Północnej (301 policjantów zginęło, 9 tys. zostało rannych).
W 2001 została zreformowana w Police Service of Northern Ireland.